# Carl Adolph Agardhgymnasiet
Carl Adolph Agardhgymnasiet var ett frigymnasium i Lund drivet i regi av Folkuniversitetet och beläget i dess lokaler vid Skomakargatan i centrum av staden. Gymnasiet, som öppnade 1998 och då var Lunds första frigymnasium, var uppkallat efter lundaakademikern Carl Adolph Agardh. Sedan hösten 2015 är skolan nedlagd. Skolan hade ungefär 170 elever.
Utbildningen vid Agardhgymnasiet utmärkte sig bland annat för en stark tonvikt på internationella och kommunikativa färdigheter bland annat IT och språk. I de senare ämnena var samtliga lärare infödda på det språk de undervisade i. Skolan hade också som tredje pelare ett tydligt universitetsförberedande perspektiv. Skolan erbjöd två specialutformade program; Internationellt samhällsprogram och universitetsförberedande medieprogram. Rektor för skolan mellan 1999 och 2013 var Per Ola Olsson.